# Pan-Am-Flug 812
Am 22. April 1974 verunglückte eine Boeing 707-320B auf dem Pan-Am-Flug 812. Das Flugzeug der Pan American World Airways (Pan Am) führte einen internationalen Linienflug von Hongkong nach Sydney aus und stürzte kurz vor einer geplanten Zwischenlandung in Denpasar (Indonesien) ab. Die 107 Insassen, 96 Passagiere und elf Besatzungsmitglieder, kamen bei dem Unfall ums Leben.

## Besatzung und Flugzeug
Kommandant des Fluges war der 52-jährige Donald Zinke. Der erfahrene Kapitän verfügte über 18.000 Stunden Flugerfahrung, davon 7.000 auf Flugzeugen des Typs Boeing 707. Zinke war lizenzierter Pilot für Maschinen des Typs Boeing 707/720 und Douglas DC-4. Erster Offizier und Copilot war der 40 Jahre alte John Schroeder, auch er hatte eine gültige Pilotenlizenz für Boeing 707/720. Seine Erfahrung basierte auf 6.000 Flugstunden, davon 4.700 auf Boeing 707. Auch der Dritte Offizier Melvin Pratt sowie die beiden Flugingenieure Timothy Crowley und Edward Keating waren erfahren und im Besitz von gültigen Lizenzen.
Bei der Unfallmaschine handelte es sich um eine Boeing 707-321B mit der Registrierungsnummer N446PA. Der Name des Flugzeuges war Clipper Climax. Die Maschine wurde am 16. Dezember 1966 von Boeing an Pan American World Airways ausgeliefert. Bis zum 22. April 1974 war das Flugzeug 27.943 Stunden geflogen bei 9.123 Landungen. Die letzte Wartung fand vor dem Start in Hongkong statt. Clipper Climax war mit vier Triebwerken von Pratt & Whitney vom Typ JT3D ausgerüstet.

## Flug
Die Boeing 707 startete um 11:08 Uhr GMT (entspricht 19:08 Uhr China Standard Time) vom Flughafen Kai Tak in Hongkong. Ziel war die australische Hafenstadt Sydney, eingeplant war eine Zwischenlandung auf dem Flughafen Denpasar auf Bali, die planmäßig um 15:31 Uhr GMT (23:31 Uhr Ortszeit) stattfinden sollte.
Der Flug verlief routinemäßig. Um 14:28 Uhr GMT wurde Clipper Climax von Area Control Center Jakarta übernommen und auf eine niedrigere Flughöhe gewiesen (Flugfläche 280 statt 350). Um 15:08 Uhr GMT erfolgte die Kontaktaufnahme der Maschine mit dem Bali Control. Kapitän Zinke wurde angewiesen auf Flugfläche 100 zu sinken, als Landebahn war Runway 09 vorgesehen. Gegen 15:26 Uhr GMT brach der Funkkontakt zur im Landeanflug befindlichen Maschine ab. Laut Stimmenrecorder versuchte Kapitän Zinke die Bodenkontrolle zu kontaktieren, was jedoch nicht gelang. Auch Funksprüche vom Tower zur Boeing 707 kamen nicht durch.

## Absturz und Untersuchung
Clipper Climax kollidierte mit einem Berg ca. 68 km nordwestlich des Flughafens. Das Absturzgebiet ist hügelig und von 20 bis 30 Meter hohen Bäumen bewachsen. Beim Aufprall brach die Maschine auseinander. Wrackteile lagen in einem Radius von bis zu 50 Metern von der Aufprallstelle entfernt. Untersuchungen der beschädigten Bäume ergaben, dass erst nach dem Absturz Feuer ausgebrochen war. Das Fahrwerk war vollständig ausgefahren.
Ermittler des indonesischen Verkehrsministeriums konnten kein Materialversagen beim Flugzeug feststellen. Auch die Triebwerke waren bis zum Absturz voll funktionsfähig. Die Auswertung des Stimmenrecorders erbrachte Schwierigkeiten des Kapitäns, Funkkontakt mit der Bodenkontrolle aufzunehmen. Der Recorder zeigte auf, dass es zu keinen Problemen des üblichen Landeanflugs kam. Auch waren die Piloten von der teilweise über 2000 Meter hohen Landschaft unterrichtet. Die Piloten sollten, 25 Kilometer vom Signalfeuer des Flughafens entfernt, eine Rechtskurve fliegen, dabei auf 500 Meter sinken und Runway 09 vom Meer her anfliegen.
Um 15:18 Uhr GMT beobachtete laut Stimmenrecorder die Besatzung einen Unterschied in den beiden Anzeigen des Radiokompasses (ADF). 15:19 Uhr GMT wurde Kapitän Zinke aufgefordert, Funkkontakt mit Bali Tower auf einer anderen Frequenz herzustellen. Der Funkkontakt kam zustande, Clipper Climax bat um Erlaubnis, niedriger zu gehen. Bali Tower wies eine Flughöhe von 650 Metern an, das Erreichen wurde um 15:23 Uhr GMT bestätigt.
Die Ermittler kamen zu der Überzeugung, dass die Piloten die Rechtskurve zu früh einleiteten, wahrscheinlich irritiert durch die widersprüchlichen ADF-Anzeigen.

## Opfer
Es gab keine Überlebenden unter den 107 Insassen des Flugzeuges. Die Opfer stammten aus insgesamt 11 Nationen.
| Nationalität       | Passagiere | Besatzung | Gesamt |
| ------------------ | ---------- | --------- | ------ |
| Vereinigte Staaten | 17         | 09        | 026    |
| Schweden           | 0          | 01        | 001    |
| Dänemark           | 0          | 01        | 001    |
| Japan              | 29         | 0         | 029    |
| Frankreich         | 18         | 0         | 018    |
| Australien         | 16         | 0         | 016    |
| BR Deutschland     | 04         | 0         | 004    |
| Kanada             | 03         | 0         | 003    |
| Indien             | unbek.     | 0         | unbek. |
| Philippinen        | unbek.     | 0         | unbek. |
| Taiwan             | unbek.     | 0         | unbek. |
| Gesamt             | 96         | 11        | 107    |